# Krebsbachtalbahn
| |                                                      |                            |                            |
| Streckennummer (DB): | 9410                                                 |                            |                            |
| Kursbuchstrecke (DB): | 707 (1953: 321e; 1946: 321f; 1929: 267l; 1909: 261b) |                            |                            |
| Streckenlänge: | 16,9 km                                              |                            |                            |
| Spurweite: | 1435 mm (Normalspur)                                 |                            |                            |
| Streckenklasse: | D4                                                   |                            |                            |
| Maximale Neigung: | 16,7 ‰                                               |                            |                            |
| Minimaler Radius: | 180 m                                                |                            |                            |
| Streckengeschwindigkeit: | 60 km/h                                              |                            |                            |
| |                                                      |                            |                            |
| \| \| \| von Meckesheim \| \| \| \| 0,0 \| Neckarbischofsheim Nord \| Neckarbischofsheim Nord \| \| \| \| nach Neckarelz \| \| \| \| 2,7 \| Neckarbischofsheim Stadt \| Neckarbischofsheim Stadt \| \| \| 5,9 \| Neckarbischofsheim Helmhof \| Neckarbischofsheim Helmhof \| \| \| 7,6 \| Untergimpern \| Untergimpern \| \| \| 8,9 \| Obergimpern Zementwerk \| Obergimpern Zementwerk \| \| \| 10,5 \| Obergimpern \| Obergimpern \| \| \| 13,6 \| Siegelsbach Wald \| Siegelsbach Wald \| \| \| 14,6 \| Siegelsbach \| Siegelsbach \| \| \| 16,9 \| Hüffenhardt \| Hüffenhardt \| |                                                      |                            |                            |
| Strecke |                                                      | von Meckesheim             | von Meckesheim             |
| Bahnhof | 0,0                                                  | Neckarbischofsheim Nord    | Neckarbischofsheim Nord    |
| Abzweig geradeaus und nach links |                                                      | nach Neckarelz             | nach Neckarelz             |
| Bahnhof | 2,7                                                  | Neckarbischofsheim Stadt   | Neckarbischofsheim Stadt   |
| Haltepunkt / Haltestelle | 5,9                                                  | Neckarbischofsheim Helmhof | Neckarbischofsheim Helmhof |
| Bahnhof | 7,6                                                  | Untergimpern               | Untergimpern               |
| ehemaliger Haltepunkt / Haltestelle | 8,9                                                  | Obergimpern Zementwerk     | Obergimpern Zementwerk     |
| Haltepunkt / Haltestelle | 10,5                                                 | Obergimpern                | Obergimpern                |
| ehemaliger Dienststation / Betriebs- oder Güterbahnhof | 13,6                                                 | Siegelsbach Wald           | Siegelsbach Wald           |
| Bahnhof | 14,6                                                 | Siegelsbach                | Siegelsbach                |
| Kopfbahnhof Streckenende | 16,9                                                 | Hüffenhardt                | Hüffenhardt                |

Die Krebsbachtalbahn ist eine normalspurige Nebenbahn im Norden Baden-Württembergs. Die Stichbahn zweigt im Bahnhof Neckarbischofsheim Nord von der Bahnstrecke Meckesheim–Neckarelz ab und verläuft entlang des namensgebenden Krebsbachs nach Hüffenhardt. Die 16,9 Kilometer lange Strecke wurde am 16. Oktober 1902 dem Betrieb übergeben. Seit 2024 ist die Albtal-Verkehrs-Gesellschaft (AVG) das Eisenbahninfrastrukturunternehmen der Strecke.
Die Südwestdeutsche Verkehrs-Aktiengesellschaft (SWEG) stellte den regulären Schienenpersonenverkehr auf der Strecke zum 1. August 2009 ein. Seitdem gibt es auf der Strecke nur noch einen eingeschränkten Ausflugsverkehr, der vom Förderverein Krebsbachtalbahn e. V. und der DB Regio durchgeführt wird. Die Krebsbachtalbahn ist dabei in den Verkehrsverbund Rhein-Neckar (VRN) integriert, was auch die Freifahrt für Behinderte umfasst. Es ist die letzte noch original erhaltene Nebenbahn im nördlichen Baden-Württemberg.
Die Krebsbachtalbahn soll zwischen Neckarbischofsheim Nord und Bad Rappenau-Obergimpern für den regelmäßigen Personennahverkehr reaktiviert und elektrifiziert werden und über eine Neubauverbindungsstrecke mit der Elsenztalbahn verbunden und von der Stadtbahn Heilbronn bedient werden.

## Geografie
Die Krebsbachtalbahn erschließt den äußersten Nordosten des Kraichgaus. Ihren Namen erhielt sie vom Krebsbach, einem Nebenfluss des Schwarzbachs, dem sie von Neckarbischofsheim bis Obergimpern folgt. Von Neckarbischofsheim Nord bis Untergimpern befindet sich die Bahnlinie innerhalb des Rhein-Neckar-Kreises, Obergimpern und Siegelsbach sind Teil des Landkreises Heilbronn, die Endstation Hüffenhardt liegt im Neckar-Odenwald-Kreis.
Der Ausgangsbahnhof Neckarbischofsheim Nord liegt dabei drei Kilometer von der Stadt Neckarbischofsheim entfernt auf der Gemarkung von Waibstadt, er erschließt deren Stadtteil Bernau.
Somit führt die Strecke auf 17 Kilometern durch fünf Gemeinden und drei Landkreise.

## Geschichte

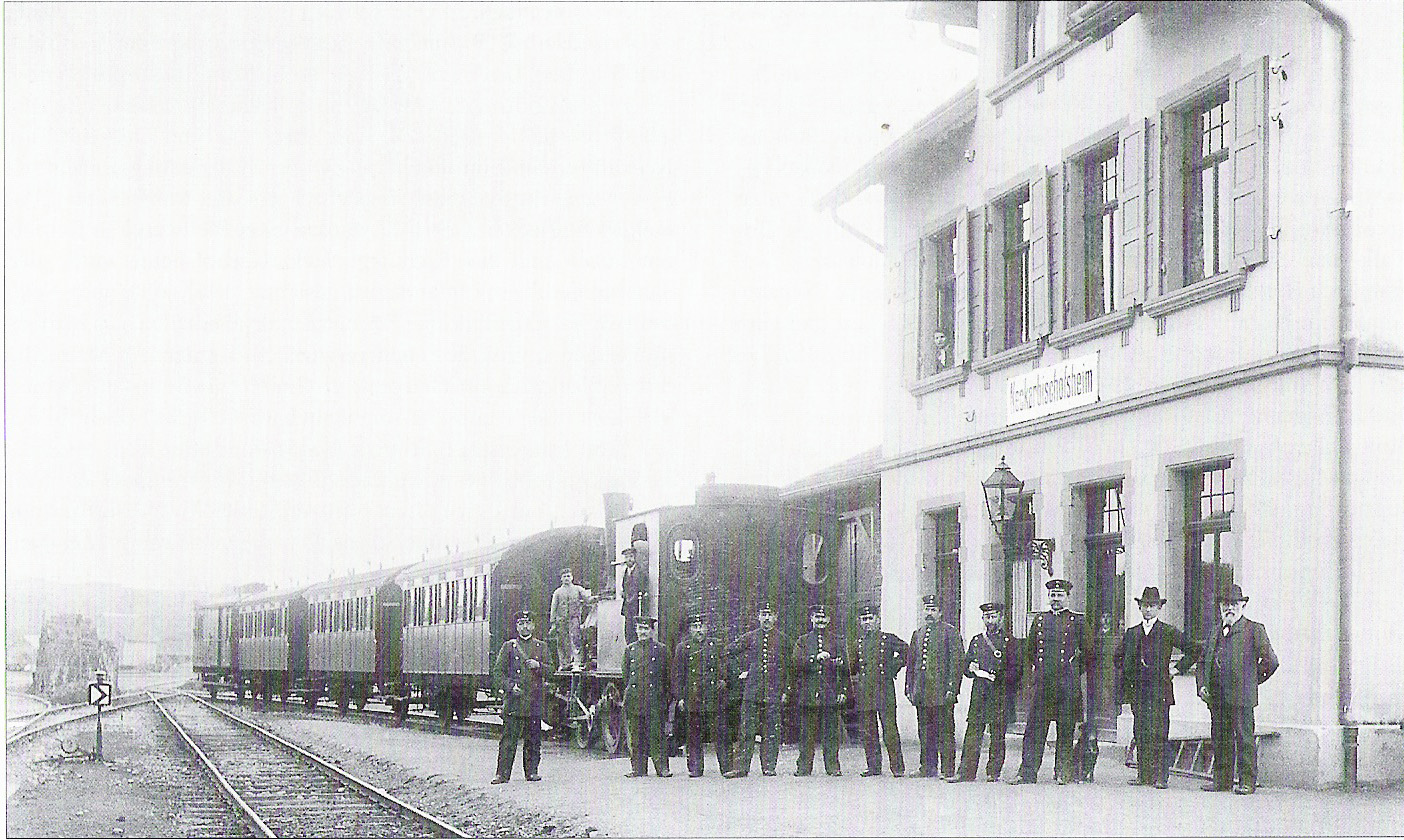
Bahnhof Neckarbischofsheim Stadt um 1905

### Planung und Bau
Im Zuge des Baus der Badischen Odenwaldbahn war die Stadt Neckarbischofsheim außer Acht geblieben; denn die Bahn führte drei Kilometer an ihr vorbei. Zwar war die Stadt in der Folgezeit bemüht, wenigstens einen Bahnhaltepunkt zu bekommen, was jedoch am Widerstand der Großherzoglich Badischen Staatseisenbahnen (BadStB) scheiterte, die auf die geringe Nutzung der nächstgelegenen Stationen Waibstadt und Helmstadt verwiesen.
Erst 1887 erhielt Neckarbischofsheim einen Bahnhof an der ehemaligen Odenwaldbahn-Teilstrecke Meckesheim–Neckarelz, dessen Ausführung allerdings eher bescheiden blieb. So verzichtete die BadStB aufgrund wirtschaftlicher Überlegungen auf Güterladegleise. In Folge setzte sich die Stadt Neckarbischofsheim für den Bau einer Nebenbahn ein. Aber auch die Kalkbrüche zwischen Helmhof und Obergimpern favorisierten einen Bahnanschluss. Daher gründete sich in den neunziger Jahren des 19. Jahrhunderts ein entsprechendes Bahnkomitee, das sich für eine Nebenbahn von Neckarbischofsheim über Obergimpern und Siegelsbach bis nach Hüffenhardt einsetzte. Dieses richtete sich an die Firma Lenz & Co., die daraufhin eine Projektstudie durchführte. Die Realisierung des Projektes erfolgte als Privatbahn durch die Badischen Lokal-Eisenbahnen (B.L.E.A.G.), einer Tochter von Lenz.
War ursprünglich Waibstadt als Ausgangspunkt der Nebenbahn vorgesehen, wobei die Nebenbahn bis zur Station Neckarbischofsheim der Staatsbahnstrecke folgen sollte, so scheiterte dies am Widerstand der Waibstädter Bevölkerung, die durch dort stationierte Lokomotiven eine Ruß- und Rauchbelästigung befürchtete. Am 6. Februar 1900 legte die badische Regierung ein Gesetz vor, das den Bau dieser Nebenbahn beinhaltete. Da sich in Obergimpern der Grunderwerb für den Bahnbau schwierig gestaltete, konnte die Strecke erst ab März 1902 gebaut werden. Trotzdem verlief die Errichtung der Bahnlinie sehr schnell.

### Weitere Entwicklung

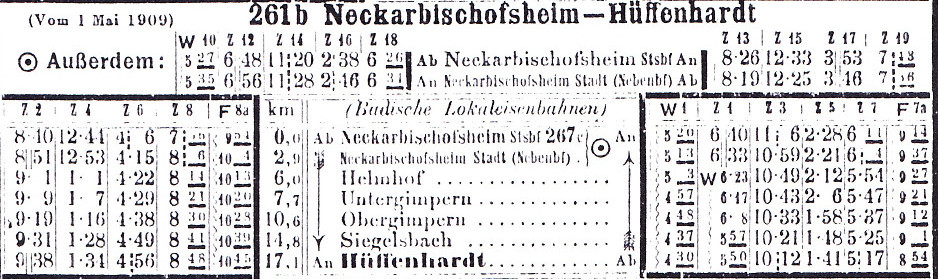
Fahrplan aus dem Jahr 1909

Die Strecke wurde am 15. Oktober 1902 eröffnet; einen Tag später begann der planmäßige Verkehr. In der Folgezeit stellte sich jedoch heraus, dass das Verkehrsaufkommen hinter den Erwartungen zurückblieb. Dies hatte zur Konsequenz, dass die B.L.E.A.G. 1927 bei der badischen Regierung die Stilllegung der Bahn beantragte. Um das zu verhindern, wurde ein staatlicher Ausgleich der Defizite vereinbart.
Im Jahr 1931 wechselte die Strecke zur Deutschen Eisenbahn-Betriebsgesellschaft (DEBG), nachdem die B.L.E.A.G. infolge der Weltwirtschaftskrise Konkurs anmelden musste. Das änderte jedoch nichts an den Defiziten der Bahnlinie.
1940 wurde ein Gleisanschluss zur 1939 eröffneten Munitionsanstalt Siegelsbach gebaut und die Gleisanlagen im Siegelsbacher Bahnhof erweitert. In der Munitionsanstalt wurden Artilleriegranaten endmontiert und später auch V2-Raketen zwischengelagert. Mindestens ein Zug mit fertigen Granaten verließ die Anlage in ihrer Hochphase täglich, mit der Anlieferung von Pulver und Granatkartuschen sowie mit dem An- und Abtransport der V2-Raketen mit Tarnzügen wurde damit von der Munitionsanstalt wohl ein Transportvolumen von mehreren Zügen pro Tag erreicht.

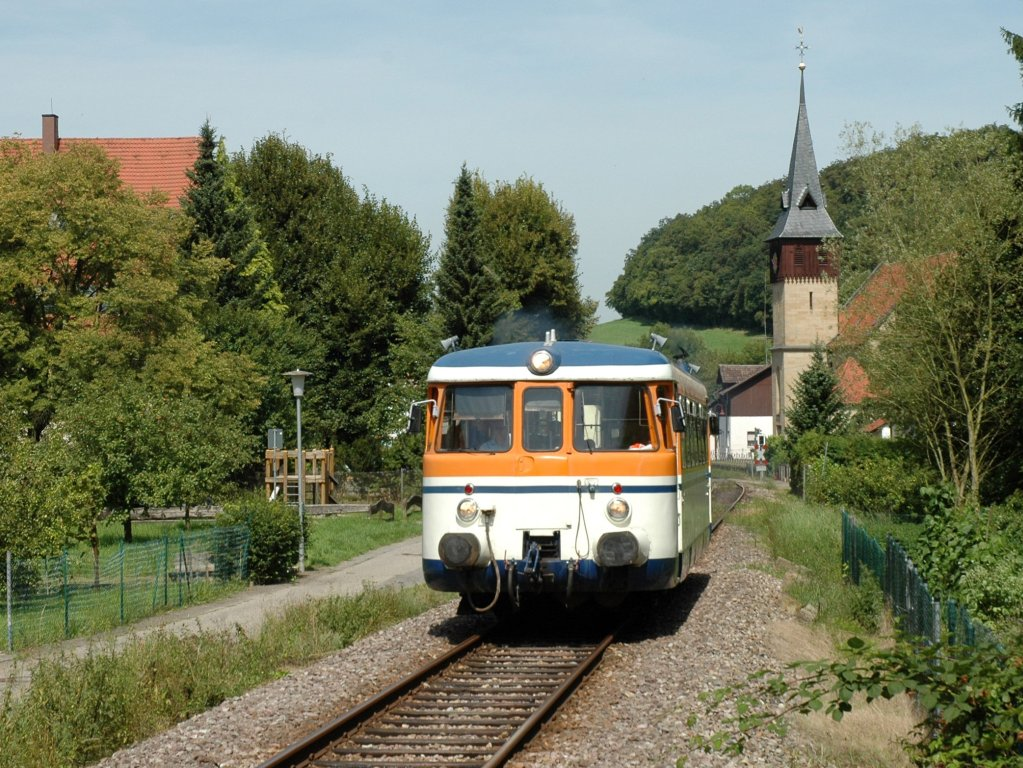
MAN-Schienenbus in Untergimpern (Juli 2009)

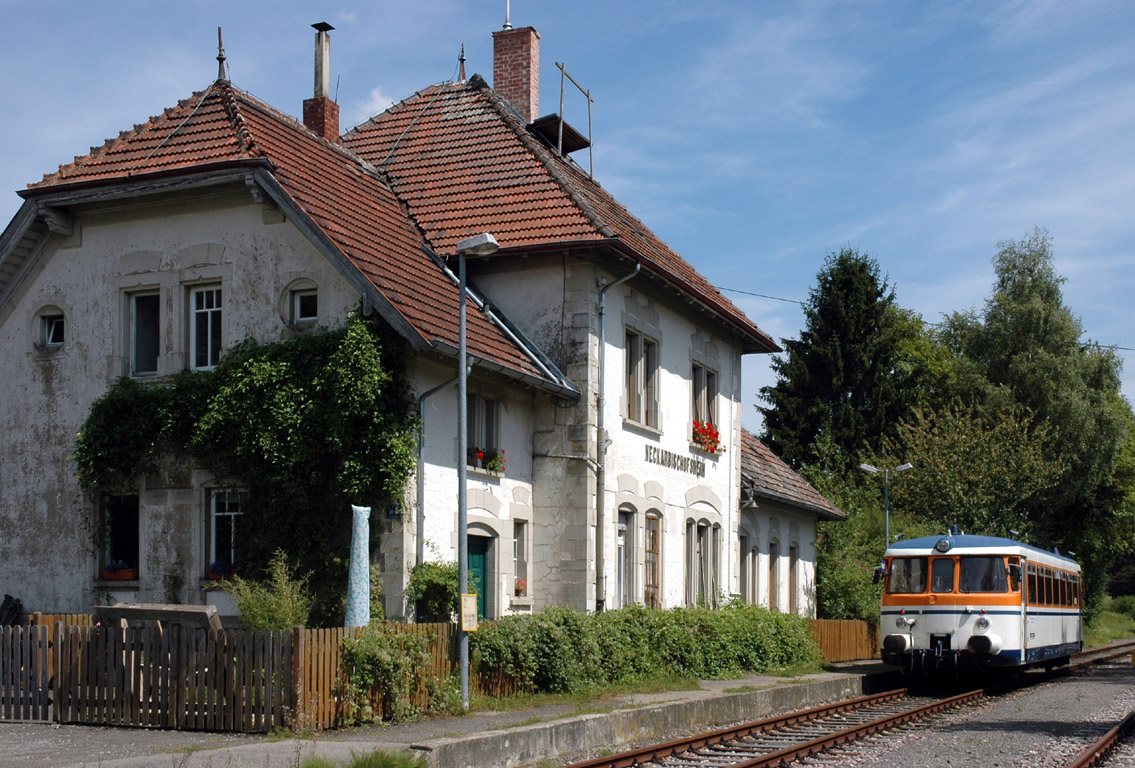
MAN-Schienenbus am Ausgangspunkt in Neckarbischofsheim Nord (Juli 2009)

Während sich der Güterverkehr auf der Krebsbachtalbahn nach dem Zweiten Weltkrieg positiv entwickelte, stagnierten die Beförderungszahlen im Personenverkehr. Deshalb übernahm 1963 SWEG die Strecke, die sie unter dem Namen „NH“ (Neckarbischofsheim–Hüffenhardt) führte. Mitte der sechziger Jahre wurde der Betrieb mit Dampflokomotiven zugunsten von Dieseltriebwagen aufgegeben.
Nachdem die Zulaufstrecke Meckesheim–Neckarelz 1945 durch die Sprengung der Neckarbrücke zwischen Obrigheim und Neckarelz unterbrochen und 1971 der Abschnitt Aglasterhausen–Obrigheim stillgelegt worden war, liebäugelte die Deutsche Bundesbahn (DB) damit, den Betrieb auf der Reststrecke ebenfalls einzustellen. Da dies jedoch ebenso für die Krebsbachtalbahn das Aus bedeutet hätte, entschloss sich die SWEG, zum 1. Januar 1982 den Streckenabschnitt Meckesheim–Aglasterhausen von der Deutschen Bundesbahn zu übernehmen.

### Ende des regulären Verkehrs
Im August 2009 begannen die Bauarbeiten für die Elektrifizierung und den Umbau der Bahnstrecke Meckesheim–Neckarelz für die S-Bahn RheinNeckar. Ohne einen SWEG-Betrieb zwischen Meckesheim und Aglasterhausen wäre die Krebsbachtalbahn zu einem verkehrsschwachen Inselbetrieb geworden. Sowohl SWEG als auch die baden-württembergische Landesregierung machten daher 2006 deutlich, dass der Betrieb zwischen Neckarbischofsheim und Hüffenhardt spätestens zum Sommer 2009 enden wird. Da die SWEG für die Krebsbachtalbahn kein Betreiberentgelt durch die NVBW erhielt, war die Strecke ohnehin kaum rentabel. Begleitet von der Bevölkerung und zahlreichen Eisenbahnfreunden verkehrte am 31. Juli 2009 als letzter regulärer Personenzug ein MAN-Schienenbus in Dreifachtraktion ohne offizielle Abschiedszeremonien.
Trotz des Rückzugs aus dem Schienenverkehr auf beiden Strecken führte die SWEG in ihrer Werkstatt in Neckarbischofsheim Nord weiterhin Hauptuntersuchungen ihrer Triebfahrzeuge durch. Zusätzlich vermietete die SWEG Anfang 2008 Teile der Werkstätten an den Mosbacher Lokomotivhersteller Gmeinder, der die Endmontage seiner Lokomotiven von Mosbach in sein neues „Werk II“ verlagerte. Im Juni 2008 konnte der erste Rollout einer in Bernau modernisierten Lok gefeiert werden. In Mosbach stand Gmeinder nur ein rund 300 m langer Gleisanschluss für Probefahrten zur Verfügung. Sowohl SWEG als auch Gmeinder verwendeten die in gutem Zustand befindliche Krebsbachtalbahn auch nach Einstellung des regulären Verkehrs als Teststrecke, womit ihr Erhalt vorerst gesichert war. Ein von den Anliegergemeinden vorgeschlagener touristischer Draisinenverkehr war damit jedoch nicht möglich. Der ebenfalls vorgeschlagene Museumsbetrieb, beispielsweise durch die Unterländer Eisenbahnfreunde, wäre zwar technisch möglich gewesen, erwies sich aber als finanziell nicht realisierbar.

### Freizeitverkehr
Durch Initiative des Verkehrsverbundes Rhein-Neckar (VRN), der Landkreise, der NVBW und der Kommunen gibt es seit 2010 an Sonn- und Feiertagen einen Freizeitverkehr überwiegend mit Uerdinger Schienenbussen. Der schlechte Oberbau – besonders zwischen Unter- und Obergimpern – schloss den Betrieb mit Dampfzügen anfangs aus. Mittels vier bis sechs Fahrten je Richtung werden alle bisherigen Unterwegshalte überwiegend im Zweistundentakt bedient. Als Fahrschein gelten die regulären Verbundfahrscheine des VRN, aber auch entsprechend gültige Fahrscheine von bwtarif, DB und HNV sowie das Deutschland-Ticket. Im ersten Betriebsjahr des Freizeitverkehrs, Juni bis Oktober 2010, kam ein Uerdinger Schienenbus zum Einsatz. Nach diesem erfolgreichen Jahr mit 4500 Fahrgästen an 19 Betriebstagen, bzw. durchschnittlich 27 Fahrgästen pro Zug, wurden die Fahrten 2011 bereits ab Mai angeboten. Als Fahrzeug sollte als angestammter Typ ein Esslinger Triebwagen zum Einsatz kommen, was aber nur 2014 der Fall war.
In den Folgejahren fanden von Mai bis Oktober an Sonn- und Feiertagen und an einem bis zwei Mittwochen bzw. 2022 einem Samstag pro Monat Ausflugsfahrten statt. 2023 fährt der „Krebsbachtäler“ genannte Freizeitexpress sonn- und feiertags von Mai bis Oktober. Von Dezember 2014 bis Sommer 2016 verkehrten im Advent und zu Ostern Dampfzüge mit Fahrzeugen des Süddeutschen Eisenbahnmuseums Heilbronn.
Die Ausflugszüge im Sommer 2016 wurden von etwa 4000 Fahrgästen genutzt. Diese Fahrten kosten den Rhein-Neckar-Kreis und die Gemeinden Neckarbischofsheim und Waibstadt jährlich 70.000 Euro.

### Übernahme durch die Erms-Neckar-Bahn
Ende Juli 2013 lief die Betriebskonzession des damaligen Eisenbahninfrastrukturunternehmens SWEG aus, wurde dann aber kurzfristig bis Ende September des Jahres verlängert. Die geplante Übernahme durch das neue EIU Erms-Neckar-Bahn AG (ENAG) scheiterte zunächst daran, dass dem Vertrag zur Übernahme des aus der Vorhaltung der Infrastruktur entstehenden Defizits zwar alle Landkreise, von den betroffenen Gemeinden aber eine nicht zugestimmt hatte: die Gemeinde Siegelsbach forderte, dass sie bereits 2016 und nicht erst, wie im Entwurf vorgeschlagen, 2018 aus dem Vertrag aussteigen könne. Sie machte ihre Zustimmung daran fest, dass bis 2016 Maßnahmen ergriffen werden, um auch den Schülerverkehr wieder auf die Schiene zu bringen. Konkret ging es bei der Gemeinde um einen zu leistenden Beitrag von jährlich 5870 Euro.
Nachdem der Vertragsentwurf um Bestimmungen ergänzt wurde, wonach in den ersten drei Jahren zunächst keine Bahnübergänge saniert werden und, für den Fall einer endgültigen Stilllegung, die Rückbaukosten nicht zu Lasten der anliegenden Gemeinden gingen, stimmte der Gemeinderat von Siegelsbach am 17. September einer Vertragsunterzeichnung zu. Somit stand einer Übernahme der Strecke durch die Erms-Neckar-Bahn nichts entgegen.
Wenig später sicherte der baden-württembergische Verkehrsminister Winfried Hermann (Grüne) zu, dass die Strecke im Rahmen eines Schienenwegsicherungsprogramms Zuschüsse für Bau- und Instandhaltungsmaßnahmen erwarten könne, da er Entwicklungspotential sehe.
Anfang November 2013 unterzeichneten die fünf Kommunen, drei Landkreise und die ENAG einen Vertrag, aufgrund dessen die Übernahme durch die ENAG zum 13. November 2013 geschah und auch der Touristikverkehr ab Mai 2014 durch die Pfalzbahn als Eisenbahnverkehrsunternehmen wieder aufgenommen werden konnte.
Die erforderliche Sanierung der 14 Bahnübergänge im Rhein-Neckar-Kreis wird voraussichtlich etwa 762.000 Euro kosten, wovon das Land Baden-Württemberg beabsichtigt etwa 70 % zu übernehmen.

### Probebetrieb Schülerverkehr, Busverbindungen
Vom 19. bis 30. Oktober 2015 wurden für zwei Wochen versuchsweise einige Fahrten des Schülerverkehrs der parallelen Buslinie 782 der PalatinaBus unter der Woche durch Züge der DB Regio ersetzt. Dieser Versuch wurde von Anwohnern kritisiert, stieß jedoch bei den Schülern überwiegend auf positive Resonanz. In diesem Probebetrieb wurden 300 Fahrgäste pro Tag erreicht. Der baden-württembergische Verkehrsminister meinte, dies sei „für die Aufnahme eines Regelbetriebs deutlich zu niedrig“.[veraltet]
Die bis Untergimpern parallel verlaufende Buslinie 782 der PalatinaBus, die zuvor vor der Landkreisgrenze zwischen dem Rhein-Neckar-Kreis und dem Landkreis Heilbronn endete, wurde nach zehnjährigen Verhandlungen ab 12. September 2016 in Kooperation mit der Linie 681 der RBS bis Bad Rappenau verlängert. Den Durchbruch brachte das Konzept des Verkehrsforums 2000, die beiden bisher vor den Kreisgrenzen endenden Linien jeweils bis Waibstadt und Bad Rappenau durchzubinden, wodurch sich Kosten auf die 2,3 km zwischen Unter- und Obergimpern beschränken. Seither gibt es unter der Woche sieben durchgehende Fahrten je Unternehmen und Richtung. Hierdurch wird den Fahrgästen ein annähernder Stundentakt von ca. 6.45 Uhr bis 19.45 Uhr geboten und ein zweistündiger Umweg erspart. Die ÖPNV-Aufgabenträger kostet dies jährlich knapp 90.000 Euro, wovon 40 % von den Gemeinden Neckarbischofsheim und Waibstadt, der Rest vom Landkreis Heilbronn, gezahlt wird.

### Übernahme durch die Albtal-Verkehrs-Gesellschaft
2024 kaufte die Albtal-Verkehrs-Gesellschaft die Strecke von der ENAG und übernahm am 3. April 2024 den Betrieb der Strecke. Die Albtal-Verkehrs-Gesellschaft möchte sie im Abschnitt Neckarbischofsheim Nord−Obergimpern zur Stadtbahnstrecke ausbauen und um eine neu zu errichtende Verbindungsstrecke nach Bad Rappenau ergänzen.
Am 26. Mai 2024 kollidierte an einem Bahnübergang bei Neckarbischofsheim ein Personenkraftwagen, dessen Fahrer das Rotlicht des Bahnübergangs missachtet hatte, mit dem Uerdinger Schienenbus. Die Deutsche Bahn kündigte daraufhin an, dass der Ausflugsverkehr möglicherweise dauerhaft eingestellt werden muss, weil der Schienenbus bei der Kollision irreparabel beschädigt wurde und auch kein Ersatzfahrzeug zur Verfügung stehe. Glücklicherweise war der Schaden doch reparabel und der Schienenbus ist weiterhin im Einsatz. 2025 fährt er sogar zwei Mal im Monat über Meckesheim–Heidelberg nach Mannheim und zurück.

## Reaktivierung
Die Landtagsfraktion der Grünen forderte schon 2005 den Erhalt des Teilabschnittes Neckarbischofsheim Nord–Obergimpern in Verbindung mit einem 2 km langen Lückenschluss zwischen Obergimpern und Bad Rappenau. Dies ging auf ein Papier des damaligen verkehrspolitischen Sprechers Gerhard Stolz aus dem Jahr 2000 zurück. Die vorgeschlagene Streckenführung entspräche der ursprünglichen Planung um 1900, die eine Führung nach Hüffenhardt nur als Abzweig vorgesehen hatte. Der Lückenschluss würde eine Einbindung des westlichen Teils der Krebsbachtalbahn in die Stadtbahn Heilbronn ermöglichen. Zunächst wurde das Konzept allerdings nicht weiter verfolgt.
Jedoch gibt es bei der ENAG Vorüberlegungen, mit einem Lückenschluss zwischen Obergimpern und Babstadt die Attraktivität für Pendler Richtung Heilbronn deutlich zu erhöhen und damit der Wiederaufnahme eines Regelverkehrs näher zu kommen. Nachdem eine standardisierte Bewertung 2022 einen Nutzen-Kosten-Faktor von 1,43 ergab und damit die Förderfähigkeit gegeben ist, soll die Krebsbachtalstrecke elektrifiziert und durch einen ca. 2,5 Kilometer langen Lückenschluss an die Strecke Bad Rappenau–Babstadt (Elsenztalbahn) angebunden werden. Die Kosten für die Reaktivierung und den Ausbau würden großteils vom Bund und vom Land getragen, so dass auf die Kommunen und Landkreise nur Teilbeträge zukämen. Der Betrieb ist mit Stadtbahnzügen aus dem Stadtbahnnetz Heilbronn (Linie S 42) vorgesehen. Durch das erwartete hohe Fahrgastaufkommen werden die Betriebskosten komplett vom Land Baden-Württemberg übernommen. Geplant ist eine durchgehende, umsteigefreie Verbindung aus dem Krebsbachtal nach Heilbronn. In Richtung Heidelberg entstünde eine Verbindung mit einem Umstieg.
Die projektbeteiligte Stadt Neckarbischofsheim und der Rhein-Neckar-Kreis, sowie der Kreistag des Landkreises Heilbronn haben dem Vorhaben bereits mit großer Mehrheit zugestimmt.
Nachdem der Gemeinderat der Stadt Bad Rappenau am 20. Mai 2022 mit den Stimmen der Freien Wähler (FW) und der CDU die Reaktivierung mehrheitlich abgelehnt hatte, sammelte eine Gruppe Obergimperner Bürger Unterschriften für ein Bürgerbegehren, dem stattgegeben wurde. Ein Bürgerentscheid wurde für den 29. Januar 2023 angesetzt, fand aber nicht statt, da der Gemeinderat Bad Rappenau am 27. Oktober 2022 seine Entscheidung aus dem Mai revidierte und mit Stimmen von Grünen, ÖDP, SPD und CDU mehrheitlich für die Reaktivierung der Krebsbachtalbahn stimmte. Die Freien Wähler stimmten geschlossen gegen die Reaktivierung.

## Betrieb

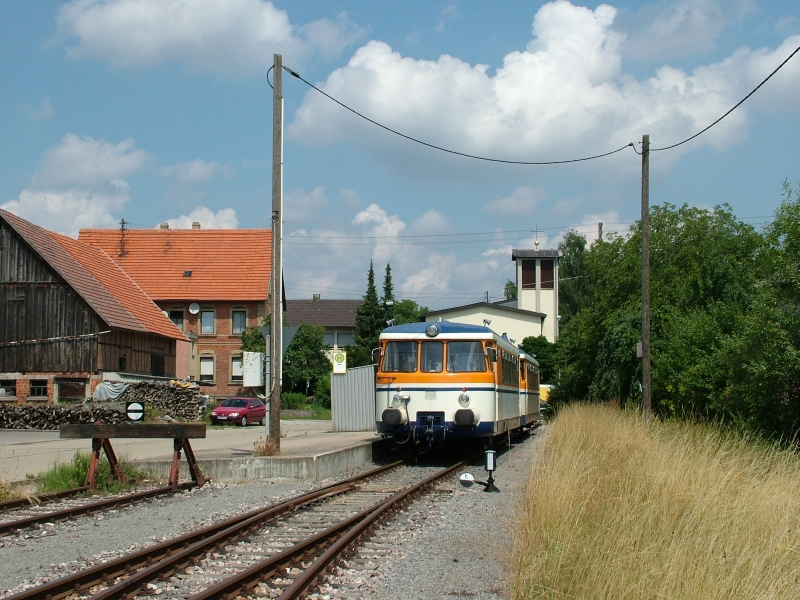
MAN-Schienenbus der SWEG im Endbahnhof Hüffenhardt

Nachdem die Bahnstrecke Meckesheim–Aglasterhausen Anfang der 1980er Jahre durch die SWEG übernommen wurde, bildete sie mit der Krebsbachtalbahn bis Juli 2009 eine betriebliche Einheit; die SWEG nannte sie „MAH“ (Meckesheim–Aglasterhausen / Hüffenhardt).
Während ihre Bedeutung ursprünglich vor allem im Transport landwirtschaftlicher Güter lag, stand zuletzt der Schülerverkehr nach Neckarbischofsheim im Mittelpunkt.

### Personenverkehr
Der Verkehr fand vor 2007 nur von Montag bis Freitag zwischen 6 und 18 Uhr statt. Gefahren wurde dabei etwa alle zwei Stunden, wobei jedoch kein Taktfahrplan existierte. An Schultagen gab es morgens außerdem Züge der Relation Aglasterhausen–Hüffenhardt. Hierbei wurde in Neckarbischofsheim Nord die Fahrtrichtung gewechselt, und der Zug fuhr anschließend bis zum nächsten Bahnhof der Krebsbachtalbahn. Diese Route wurde vor allem zu Gunsten des Schülerverkehrs zum und vom Neckarbischofsheimer Adolf-Schmitthenner-Gymnasiums festgelegt. Außerdem verkehrte werktags am Morgen ein Zug von Meckesheim bis nach Hüffenhardt.
Stand 2006 nutzten täglich im Durchschnitt rund 450 Schüler und 105 sonstige Fahrgäste die Bahn. Die SWEG kündigte daher 2006 an, dass sie den Betrieb zwischen Neckarbischofsheim und Hüffenhardt mit Beginn der Elektrifizierung der Bahnstrecke Meckesheim–Neckarelz, also mit Wirkung zum 1. August 2009 einstellen wird. Der zuständige ÖPNV-Aufgabenträger, die Nahverkehrsgesellschaft Baden-Württemberg (NVBW) bestellt seit August 2009 den Verkehr auf der Bahnstrecke Meckesheim–Neckarelz, nicht aber auf der Krebsbachtalbahn.
Wegen der Übernahme der Bahnstrecke Meckesheim–Neckarelz durch die Deutsche Bahn AG und der fehlenden Perspektive für die Krebsbachtalbahn kündigten bereits 2007 einige Triebfahrzeugführer, so dass seit dem 2. Mai 2007 die Personenzüge – bis auf zwei Zugpaare im Schülerverkehr – durch Omnibusse ersetzt werden mussten. Im August 2007 kündigte die SWEG aus gleichem Grund die vollständige Einstellung des Verkehrs mit Wirkung zum 9. Dezember 2007 an, zog diese Aussage aber kurz darauf wieder zurück. Der letzte durchgehende SWEG-Zug von Meckesheim nach Hüffenhardt verkehrte am 7. September 2007; danach wurden beide Strecken auf Einzugbetrieb umgestellt, wodurch der Zugleiter in Waibstadt eingespart werden konnte. Durch den reduzierten Fahrplan sank die Zahl der Fahrgäste (ohne Schülerverkehr) auf unter zehn täglich.

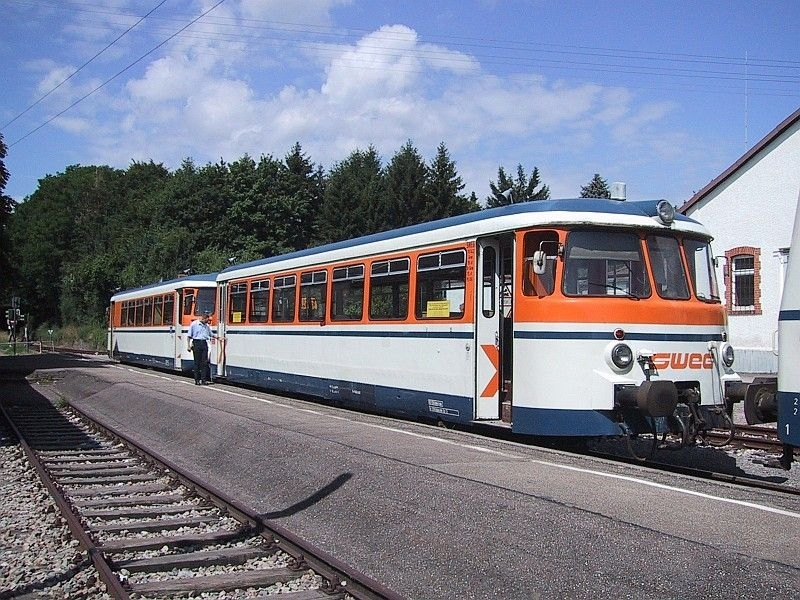
MAN-Schienenbus der SWEG im Bahnhof Neckarbischofsheim Stadt

Seit Juli 2010 wird zwischen Mai und Oktober ein Ausflugsverkehr an Sonntagen angeboten. Nachdem zunächst die Pfalzbahn mit verschiedenen historischen Triebwagen den Ausflugsverkehr durchführte, kam vom 1. Mai 2016 bis Oktober 2023 ein historischer Schienenbus vom Förderverein Schienenbus aus Kornwestheim im Auftrag von DB Regio zum Einsatz. Seit 2024 fährt die DB Regio mit ihrem eigenen Schienenbus.

### Fahrzeugeinsatz
In den beiden ersten Jahrzehnten des Betriebes kamen die beiden Vulcan-B-Loks 3c und 4c der B.L.E.A.G. zum Einsatz. Mitte der 1960er Jahre wurde der Dampfzugbetrieb – wie auf allen Strecken der SWEG, die zwischenzeitlich Betreiber der Krebsbachtalbahn war – zugunsten von Dieseltriebwagen aufgegeben. Ab 1969 verkehrten Esslinger Triebwagen auf der Bahnstrecke, die jedoch von überwiegend anderen, zwischenzeitlich stillgelegten SWEG-Strecken kamen. Ab 1982, als auch die Strecke Meckesheim–Aglasterhausen von der SWEG übernommen wurde, fuhren auch fabrikneue NE-81-Triebwagen auf der Krebsbachtalbahn sowie vereinzelt MAN-Schienenbusse. 1998 endete schließlich der Einsatz der Esslinger Triebwagen auf der Strecke. Der Personenverkehr wurde zuletzt mit den Dieseltriebwagen von MAN- und NE-81-Triebwagen bedient. Seit 2024 kommt auf der Strecke gelegentlich die DB-Baureihe 628 zum Einsatz

### Güterverkehr

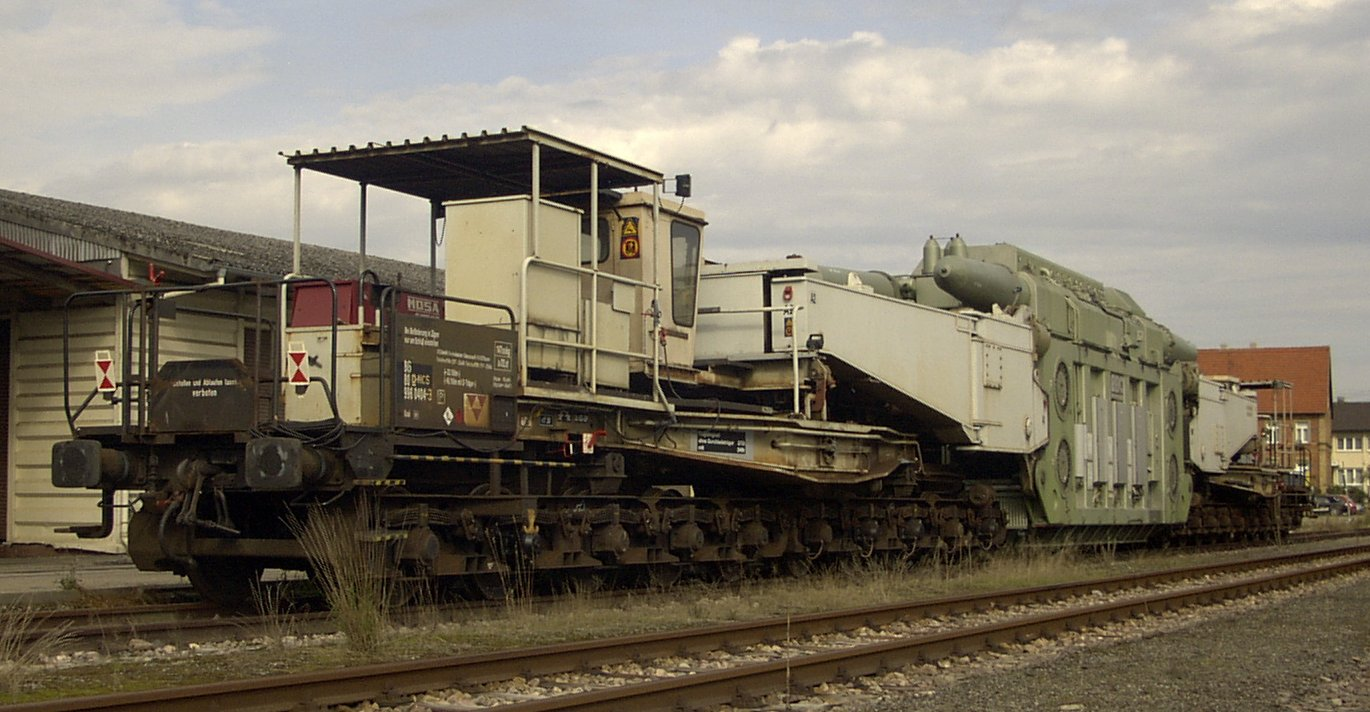
Ein Uaai 831 wartet in Hüffenhardt auf die Weiterfahrt, 29. September 2013

Über die Strecke wurde in relativ großem Umfang Holz aus dem Kleinen Odenwald abgefahren, wofür ebenfalls NE-81-Triebwagen zum Einsatz kamen. Darüber hinaus wurde das Siegelsbacher Depot der Bundeswehr bedient. Das Bundeswehrdepot wurde ab 1996 verkleinert, 2002 zum reinen Verwahrlager und 2010 vollends aufgegeben, so dass dessen Güteraufkommen erst rückläufig war und dann ganz entfiel. Von den späten 1990er Jahren bis 2006 sank das Frachtaufkommen daher auf der Strecke um 90 Prozent auf ein Volumen von weniger als zwei Güterwagen wöchentlich. Dabei handelte es sich meist um Holztransporte von Hüffenhardt. Nachdem die Deutsche Bahn die Gleisanlagen in Meckesheim, dem Übergabepunkt zum SWEG-Netz, reduziert hatte, ist dort tagsüber keine Übergabe vom Güterwagen zwischen DB und SWEG mehr möglich.
Am 5. September 2013 wurde ein nicht mehr benötigter BBC-Transformator (Baujahr 1973, Bahntransportgewicht 210 t) des TransnetBW-Umspannwerkes in Hüffenhardt zum dortigen Bahnhof transportiert, wo er auf einem Tragschnabelwagen der Bauart Uaai 831 seine Reise fortsetzen sollte.